# (100754) 1998 FP2
(100754) 1998 FP2 es un asteroide perteneciente a asteroides que cruzan la órbita de Marte descubierto el 20 de marzo de 1998 por el equipo del Lincoln Near-Earth Asteroid Research desde el Laboratorio Lincoln, Socorro, Nuevo México, Estados Unidos.

## Designación y nombre
Designado provisionalmente como 1998 FP2.

## Características orbitales
1998 FP2 está situado a una distancia media del Sol de 1,793 ua, pudiendo alejarse hasta 1,946 ua y acercarse hasta 1,641 ua. Su excentricidad es 0,085 y la inclinación orbital 23,62 grados. Emplea 877,483 días en completar una órbita alrededor del Sol.

## Características físicas
La magnitud absoluta de 1998 FP2 es 16,5. 